# Divizia Națională 2015-2016
Divizia Națională 2015–2016 este cel de-al 25-lea sezon din istoria Diviziei Naționale, prima ligă de fotbal din Republica Moldova. Competiția a început pe 25 iulie 2015 și urmează să se termine în luna mai 2016.

## Echipe

### Stadioane
| Club                 | Locația      | Stadion                   | Capacitate |
| -------------------- | ------------ | ------------------------- | ---------- |
| Academia Chișinău    | Chișinău     | Stadionul CPSM            | 1.000      |
| FC Petrocub          | Hîncești     | Stadionul Orășenesc       | 1.500      |
| Dacia Chișinău       | Chișinău     | Stadionul Moldova (Speia) | 8.550      |
| Dinamo-Auto Tiraspol | Tiraspol     | Stadionul Dinamo-Auto     | 3.525      |
| Milsami Orhei        | Orhei        | CSR Orhei                 | 2.539      |
| Zaria Bălți          | Bălți        | Stadionul Orășenesc       | 5.953      |
| Saxan Gagauz Yeri    | Ceadîr-Lunga | Stadionul Ceadîr-Lunga    | 2.000      |
| Sheriff Tiraspol     | Tiraspol     | Stadionul Sheriff         | 13.460     |
| Speranța Nisporeni   | Nisporeni    | Stadionul Orășenesc       | 8.000      |
| Zimbru Chișinău      | Chișinău     | Stadionul Zimbru          | 10.600     |

### Personal și sponsori
| Echipa      | Localitate     | Antrenor            | Producător echipament | Sponsor pe tricou   |
| ----------- | -------------- | ------------------- | --------------------- | ------------------- |
| Academia    | Chișinău       | Iuri Hroșev         | Macron                |                     |
| FC Petrocub | Sărata-Galbenă | Eduard Bălănuță     | Joma                  | Moldova Agroindbank |
| Dacia       | Chișinău       | Veaceslav Semionov  | Puma                  | -                   |
| Dinamo-Auto | Tiraspol       | Nicolae Mandrîcenco | Umbro                 | Ipotecinîi          |
| Milsami     | Orhei          | Vladimir Veber      | Joma                  | Dufremol            |
| Zaria       | Bălți          | Veaceslav Rogac     | Acerbis               | Simtravel           |
| Saxan       | Ceadîr-Lunga   | Vlad Goian          | Kelme                 |                     |
| Sheriff     | Tiraspol       | Lilian Popescu      | Adidas                | IDC                 |
| Speranța    | Nisporeni      | Cristian Efros      | Nike                  | Orom Imexpo         |
| Zimbru      | Chișinău       | Ștefan Stoica       | Puma                  | Obolon              |

### Schimbări de antrenori
| Echipă         | Antrenor demisionar | Modul de despărțire | Data plecării    | Poziția echipei | Antrenor contractat            | Data numirii     |
| -------------- | ------------------- | ------------------- | ---------------- | --------------- | ------------------------------ | ---------------- |
| Sheriff        | Zoran Zekić         | Comun acord         | 26 mai 2015      | Presezon        | Lilian Popescu                 | 1 iunie 2015     |
| Saxan          | Ivan Burduniuc      | Comun acord         | 29 mai 2015      | Presezon        | Vlad Goian                     | 29 mai 2015      |
| Zimbru         | Veaceslav Rusnac    | Comun acord         | 16 iunie 2015    | Presezon        | Ștefan Stoica                  | 16 iunie 2015    |
| Dinamo-Auto    | Igor Negrescu       | Comun acord         | 29 iunie 2015    | Presezon        | Nicolae Mandrîcenco            | 29 iunie 2015    |
| Zaria Bălți    | Serghei Dubrovin    | Comun acord         | 24 iulie 2015    | Presezon        | Veaceslav Rogac                | 24 iulie 2015    |
| Academia       | Vladimir Vusatîi    | Comun acord         | 24 iulie 2015    | Presezon        | Iuri Hroșev                    | 24 iulie 2015    |
| Dacia Chișinău | Igor Dobrovolski    | Demis               | 4 august 2015    | 8               | Veaceslav Semionov (interimar) | 4 august 2015    |
| Milsami Orhei  | Iurie Osipenco      | Demisie             | 1 noiembrie 2015 | 8               | Vladimir Veber (interimar)     | 3 noiembrie 2015 |

## Clasament
| Poz | Echipa               | MJ | V  | E | Î  | GM | GP | G   | Pct | Promovare sau retrogradare                        |
| --- | -------------------- | -- | -- | - | -- | -- | -- | --- | --- | ------------------------------------------------- |
| 1   | Sheriff Tiraspol     | 27 | 20 | 5 | 2  | 50 | 11 | +39 | 65  | Turul doi preliminar al Ligii Campionilor 2015–16 |
| 2   | Dacia Chișinău       | 27 | 20 | 5 | 2  | 44 | 12 | +32 | 65  | Primul tur preliminar UEFA Europa League 2015–16  |
| 3   | Zimbru Chișinău      | 27 | 15 | 4 | 8  | 42 | 26 | +16 | 49  | Primul tur preliminar UEFA Europa League 2015–16  |
| 4   | Zaria Bălți          | 27 | 12 | 6 | 9  | 36 | 29 | +7  | 42  | Primul tur preliminar UEFA Europa League 2015–16  |
| 5   | Dinamo-Auto Tiraspol | 27 | 12 | 5 | 10 | 33 | 34 | −1  | 41  |                                                   |
| 6   | Milsami Orhei        | 27 | 10 | 6 | 11 | 33 | 23 | +10 | 36  |                                                   |
| 7   | Speranța Nisporeni   | 27 | 8  | 7 | 12 | 24 | 36 | −12 | 31  |                                                   |
| 8   | Petrocub Hîncești    | 27 | 6  | 3 | 18 | 21 | 53 | −32 | 21  |                                                   |
| 9   | Academia Chișinău    | 27 | 5  | 6 | 16 | 18 | 42 | −24 | 21  |                                                   |
| 10  | Saxan Ceadîr-Lunga   | 27 | 1  | 5 | 21 | 10 | 45 | −35 | 8   |                                                   |

Ultima actualizare: 4 octombrie 2016
Sursa: FMF
Reguli de clasare: 
1st points; 2nd head-to-head points; 3rd head-to-head goal difference; 4th head-to-head goals scored; 5th goal difference; 6th number of goals scored; 7th Fair Play competition.
POZ = Poziția în clasament; (C) = Campioană; (R) = Retrogradată; (P) = Promovată; (E) = Eliminată; (O) = Câștigătoare de play-off; (A) = Avansează în runda următoare. 

### Poziții după runde
| Club \ Etapa         | ‎‎1  | 2  | 3  | 4  | 5  | 6  | 7  | 8 | 9 | 10 | 11 | 12 | 13 | 14 | 15 | 16 | 17 | 18 | 19 | 20 | 21 | 22 | 23 | 24 | 25 | 26 | 27 |
| -------------------- | -- | -- | -- | -- | -- | -- | -- | - | - | -- | -- | -- | -- | -- | -- | -- | -- | -- | -- | -- | -- | -- | -- | -- | -- | -- | -- |
| Zimbru Chișinău      | 3  | 3  | 2  | 1  | 1  | 2  | 2  |   |   |    |    |    |    |    |    |    |    |    |    |    |    |    |    |    |    |    |    |
| Academia Chișinău    | 7  | 7  | 8  | 7  | 9  | 9  | 8  |   |   |    |    |    |    |    |    |    |    |    |    |    |    |    |    |    |    |    |    |
| Dacia Chișinău       | 6  | 8  | 7  | 5  | 4  | 4  | 3  |   |   |    |    |    |    |    |    |    |    |    |    |    |    |    |    |    |    |    |    |
| Dinamo-Auto Tiraspol | 4  | 4  | 4  | 6  | 7  | 6  | 7  |   |   |    |    |    |    |    |    |    |    |    |    |    |    |    |    |    |    |    |    |
| Milsami Orhei        | 5  | 5  | 6  | 4  | 5  | 5  | 6  |   |   |    |    |    |    |    |    |    |    |    |    |    |    |    |    |    |    |    |    |
| Saxan Ceadîr-Lunga   | 9  | 9  | 10 | 10 | 10 | 10 | 10 |   |   |    |    |    |    |    |    |    |    |    |    |    |    |    |    |    |    |    |    |
| Sheriff Tiraspol     | 2  | 1  | 3  | 3  | 2  | 1  | 1  |   |   |    |    |    |    |    |    |    |    |    |    |    |    |    |    |    |    |    |    |
| Speranța Nisporeni   | 1  | 2  | 1  | 2  | 3  | 4  | 5  |   |   |    |    |    |    |    |    |    |    |    |    |    |    |    |    |    |    |    |    |
| Zaria Bălți          | 8  | 6  | 9  | 9  | 8  | 7  | 4  |   |   |    |    |    |    |    |    |    |    |    |    |    |    |    |    |    |    |    |    |
| Petrocub Hîncești    | 10 | 10 | 5  | 8  | 6  | 8  | 9  |   |   |    |    |    |    |    |    |    |    |    |    |    |    |    |    |    |    |    |    |

Ultima actualizare: 15 septembrie 2015
Sursa: Kicker.de de

## Rezultate

### Prima și a doua două manșă
| Acasă ╲ Deplasare    | ACA | DAC | DIA | MIL | ZAR | SAX | SHE | SPN | ZIM | PET |
| Academia Chișinău    |     |     |     | 0–2 |     |     | 0–3 | 2–3 |     |     |
| Dacia Chișinău       | 1–0 |     | 4–0 |     |     | 2–1 |     |     |     |     |
| Dinamo-Auto Tiraspol | 1–0 |     |     |     | 0–0 | 0–0 |     | 3–1 |     |     |
| Milsami Orhei        |     |     |     |     |     | 4–1 |     | 5–0 |     |     |
| Zaria Bălți          | 0–1 | 0–2 |     |     |     |     |     |     | 0–1 | 5–1 |
| Saxan Ceadîr-Lunga   |     |     |     |     | 1–3 |     |     |     | 1–2 |     |
| Sheriff Tiraspol     |     |     |     | 3–0 |     | 2–0 |     |     |     | 4–0 |
| Speranța Nisporeni   |     |     |     |     |     |     | 1–0 |     | 0–0 |     |
| Zimbru Chișinău      |     | 3–0 |     |     |     |     | 1–2 |     |     | 3–0 |
| Petrocub Hîncești    |     |     | 2–1 | 1–0 |     |     |     | 0–4 |     |     |

Ultima actualizare: 1 septembrie 2015
Sursa: FMF
1Echipa gazdă este listată în coloana din stânga.
Culori: Albastru = gazda e câștigătoare; Galben = egal; Roșu = oaspeții sunt câștigători.

## Topul marcatorilor
Actualizat după meciurile din 29 noiembrie 2015.
| Loc | Jucător         | Club             | Goluri |
| --- | --------------- | ---------------- | ------ |
| 1   | Danijel Subotić | Sheriff Tiraspol | 8      |
| 2   | Rui Miguel      | Zimbru Chișinău  | 6      |
| 2   | Ricardinho      | Sheriff Tiraspol | 6      |
| 4   | Sergiu Istrati  | FC Saxan         | 5      |
| 4   | Andrei Bugneac  | Dinamo-Auto      | 5      |
| 4   | Gheorghe Boghiu | Zaria Bălți      | 5      |

## Clean sheets
La 15 septmbrie 2015.
| Loc | jucător               | Club               | Clean sheets |
| --- | --------------------- | ------------------ | ------------ |
| 1   | Alexandru Zveaghințev | Dinamo-Auto        | 3            |
| 1   | Nicolae Țurcan        | Speranța Nisporeni | 3            |
| 1   | Artiom Gaiduchevici   | Dacia Chișinău     | 3            |
| 1   | Vozinha               | Zimbru Chișinău    | 3            |
| 5   | Bozhidar Mitrev       | Sheriff Tiraspol   | 2            |
| 5   | Alexei Coșelev        | Sheriff Tiraspol   | 2            |
| 5   | Radu Mîțu             | Milsami            | 2            |
| 8   | Vladimir Livșiț       | Zaria Bălți        | 1            |
| 8   | Cristian Avram        | Academia Chișinău  | 1            |
| 8   | Victor Buga           | CS Petrocub        | 1            |
| 8   | Dumitru Radu          | FC Saxan           | 1            |